# خط جزیره جنوبی
خط جزیره جنوبی (انگلیسی: South Island line) یکی از خطوط مترو ام‌تی‌آر در هنگ کنگ است.
این خط که در سال ۲۰۱۶ تأسیس شده دارای ۵ ایستگاه و ۷٫۴ کیلومتر طول است.

## نگارخانه

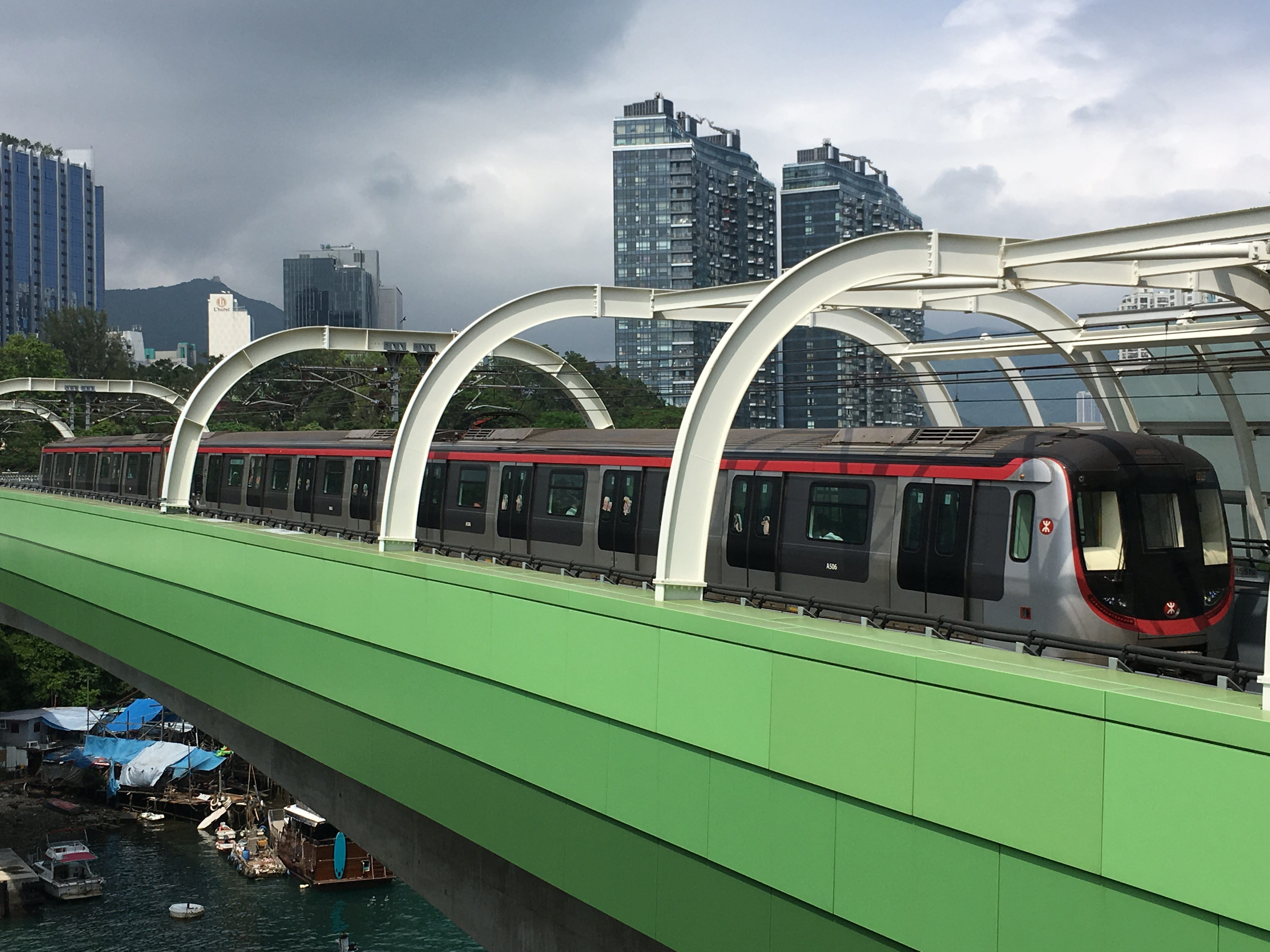
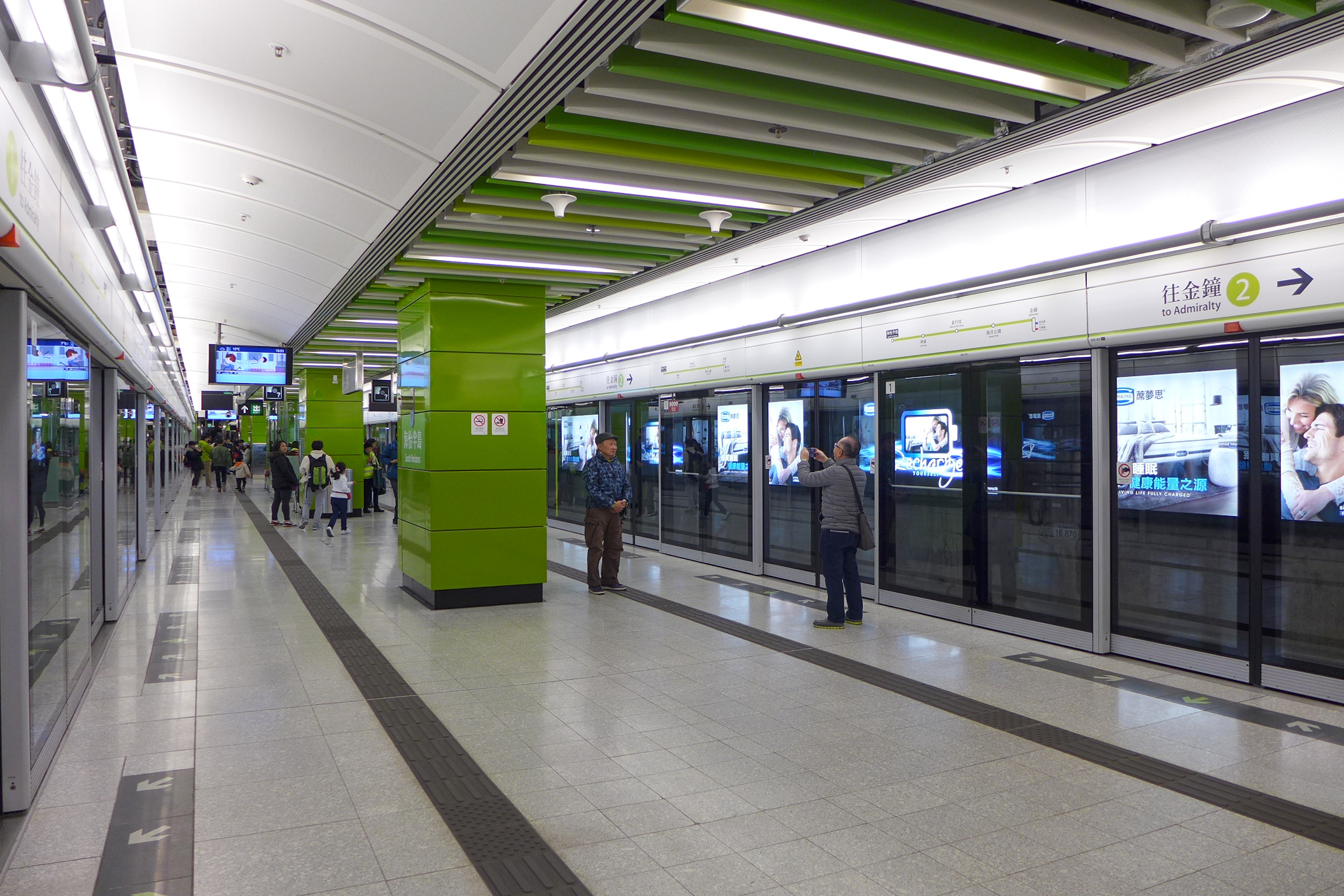
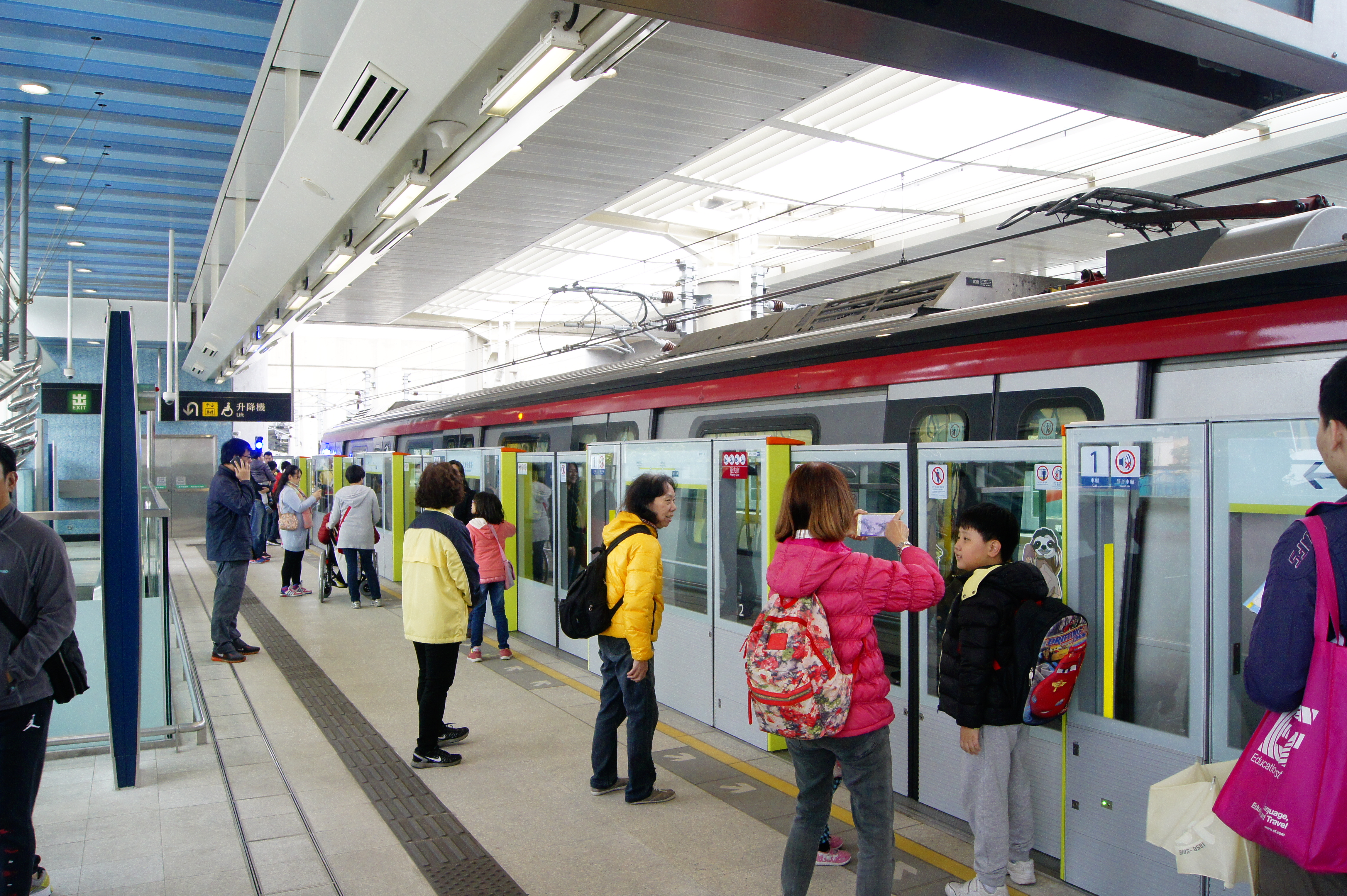
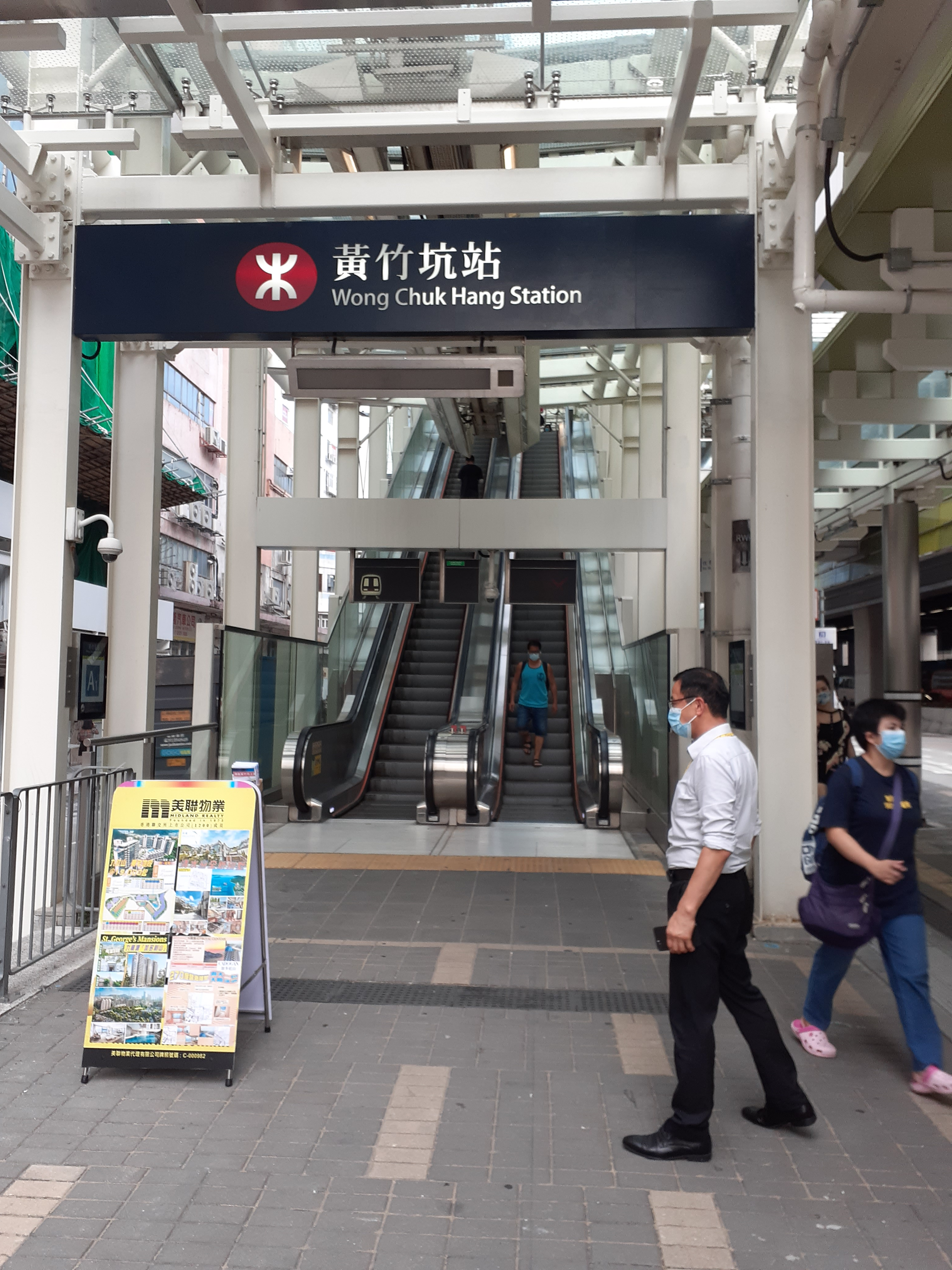